# Burgstall Im alten Haus
Der Burgstall Im Alten Haus ist der Rest einer abgegangenen mittelalterlichen Höhenburg, die sich einst auf einem spitzen Felskegel an einem abfallenden Bergsporn des Mühlberges erhob. Der Burgstall liegt nordwestlich des Dorfes Pruihausen in der Gemeinde Königstein im oberpfälzischen Landkreis Amberg-Sulzbach in Bayern, Deutschland. Über die kleine Burg, wohl eine Turmburg, ist bis heute wenig bekannt. 
Das vom Bayerischen Landesamt für Denkmalpflege als „mittelalterlicher Burgstall Im alten Haus“ erfasste Bodendenkmal trägt die Denkmalnummer D-3-6335-0007.

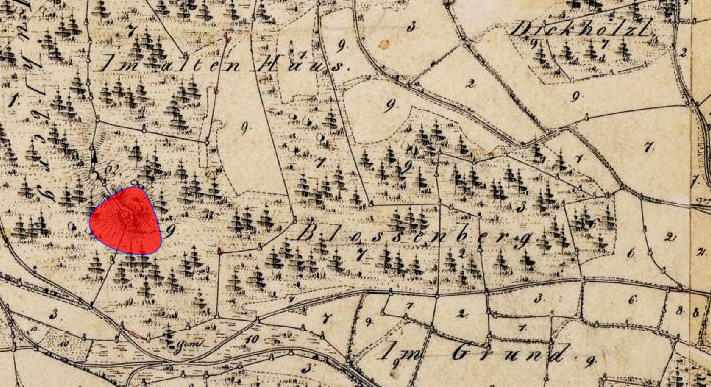
Lageplan von Burgstall Im alten Haus auf dem Urkataster von Bayern

## Geografische Lage
Die Spornburg lag im mittleren Bereich der Fränkischen Alb, etwa 1000 Meter nordwestlich des Dorfes Pruihausen auf der nach Südosten abfallenden Seite des Mühlberges.
In der Nähe standen im Mittelalter noch andere Burgen. Nur etwa 2,50 Kilometer nordöstlich liegt ein Burgstall auf dem Gelände der evangelischen Simultankirche Sankt Laurentius in Kürmreuth.
Ein weiterer Burgstall liegt im und um den Bereich der rund 2700 Meter östlich gelegenen katholischen Nebenkirche St. Otto in Schmalnohe, südwestlich liegt die Burgruine Breitenstein und etwas weiter entfernt der Burgstall Alte Bürg.

## Geschichte
Über diese kleine Burganlage sind bis heute keinerlei urkundliche Erwähnungen bekannt, sie könnte ähnlich wie die in der Nähe liegenden Burgställe „Alte Bürg“ und das „Alte Haus“, bei der es sich um die Burg Ratzenberg handelt, als Sitz niederadligen Ortsadels gedient haben.
Als Datierungshinweise können nur aufgefundene Keramikbruchstücke und Eisenfunde dienen, die die Entstehungszeit der Burg auf das Ende des 11. Jahrhunderts bis Anfang des 12. Jahrhunderts eingrenzt. Aufgegeben wurde sie während des 13. Jahrhunderts.

## Beschreibung
Die abgegangene Höhenburg stand auf einem Felskegel (Bild 1), der aus dem abfallenden und schmalen Südhang des Mühlberges emporsteigt (Bild 2). Das Gelände des Burgstalls fällt an der West- und Südseite steil bis zu den landwirtschaftlich genutzten Fluren ab, die den Mühlberg dort umgeben, im Osten hatte die Burg durch einen mehrere Meter tiefen, senkrechten Felsabsturz den besten natürlichen Schutz (Bild 4).
Nach Norden hin zum 560,7 m ü. NN hohen Gipfelpunkt des Mühlberges war das Burgareal durch einen natürlich entstandenen, sehr breiten und tiefen Einschnitt vom ansteigenden Berg getrennt (Bild 3).
Der Grundriss dieser kleinen, vermutlich nur einteiligen Spornburg ist etwa dreieckig. Das Areal ist sehr uneben; nach Süden fällt der Burgbereich stark ab (Bild 4), heute erkennt man hier nur noch mehrere kleinflächige Terrassen, die wohl einst Gebäude trugen. Andere Bebauungsspuren wie etwa Mauerwerksreste sind obertägig heute nicht mehr vorhanden.
Umgeben war die Burganlage von einem Ringgraben mit vorgelegtem Wall, der sich im Nordwesten am deutlichsten erhalten hat (Bild 5). Der Graben zog sich von der Nordseite, wo er eine natürliche Senke nutzte, um die Westseite, wo er als Hanggraben in Erscheinung tritt, und läuft vor dem Südbereich des Burgstalls aus (Bild 6). Die Ostseite der Burg brauchte wegen des senkrechten Felsabsturzes keinen Graben.
Im Bereich des Burgstalls finden sich noch an mehreren Stellen Bruchstücke von Keramik.
Heute ist die Stelle der ehemaligen Burg dicht mit Wald bewachsen, erhalten hat sich von ihr nur noch der Ringgraben mit Außenwall.
Der jederzeit frei zugängliche Burgstall ist durch einen unmittelbar am Burggelände vorbeiziehenden Wanderweg (Zeichen: Blaustrich waagrecht), der zwischen Königstein und Pruihausen verläuft, erreichbar.

## Bilder

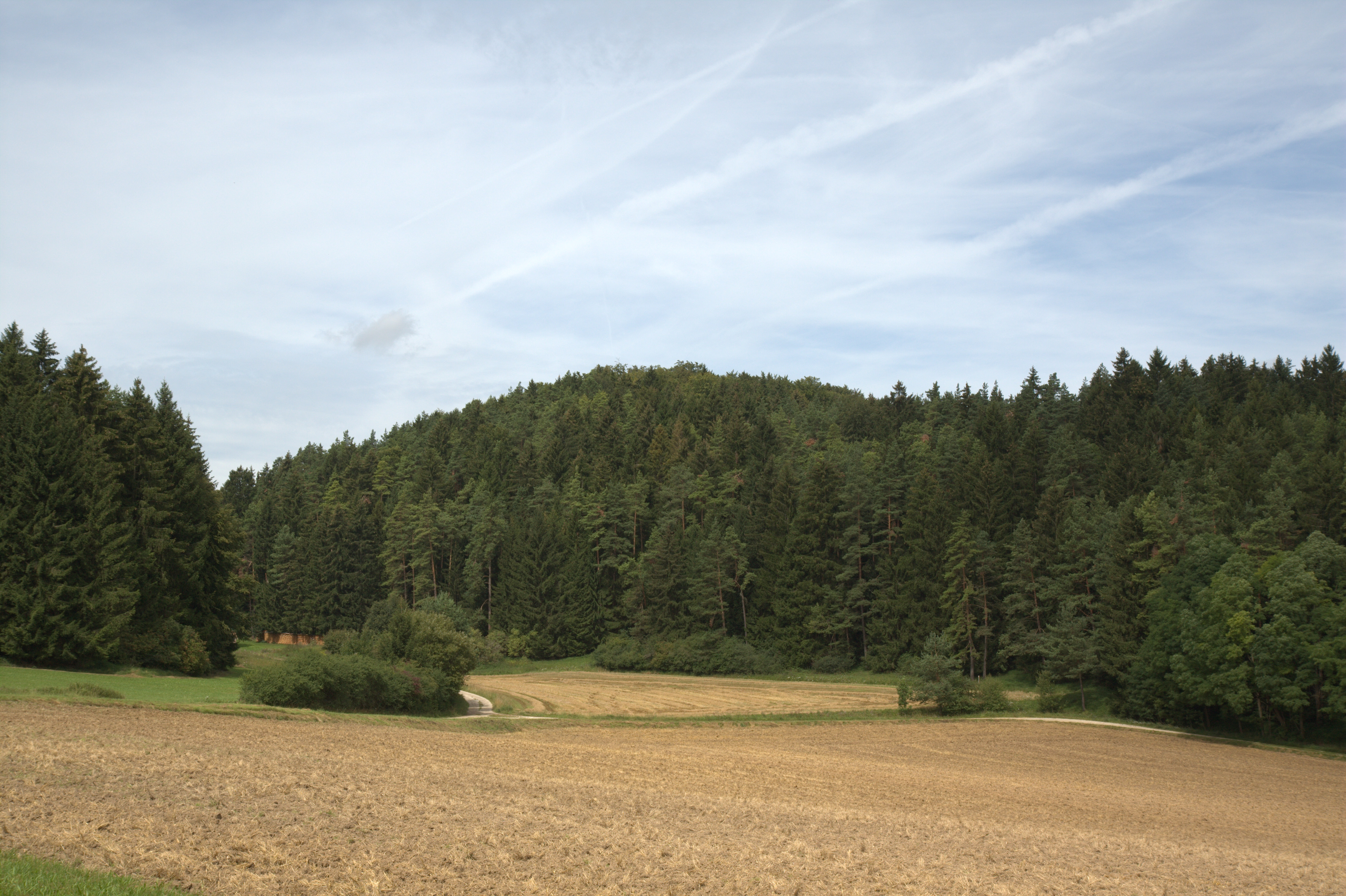
Bild 2: Ansicht des Burgberges von Südwesten
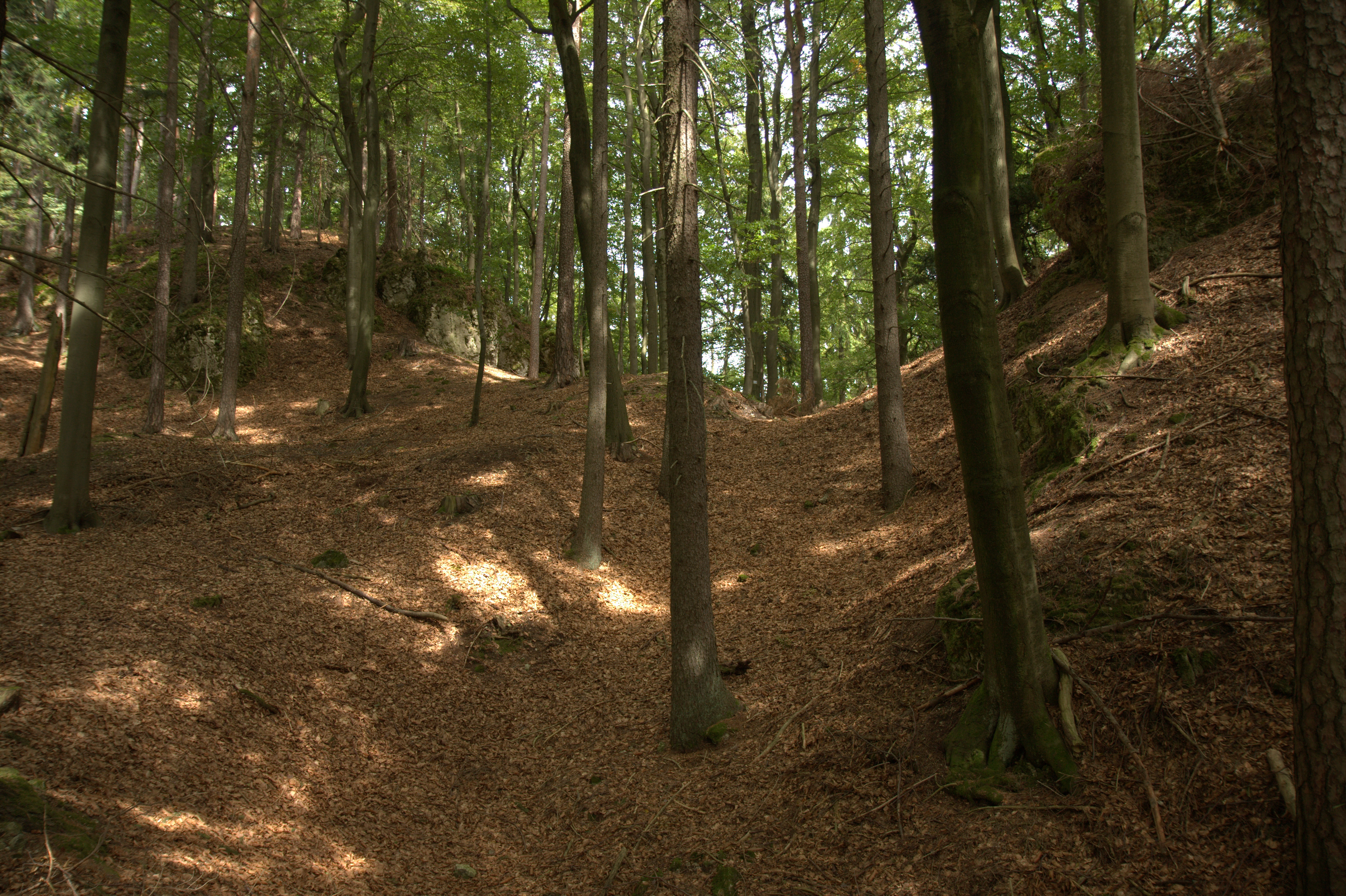
Bild 3: Blick in den Geländeeinschnitt mit dem Ringgraben, rechts der Burgfelsen
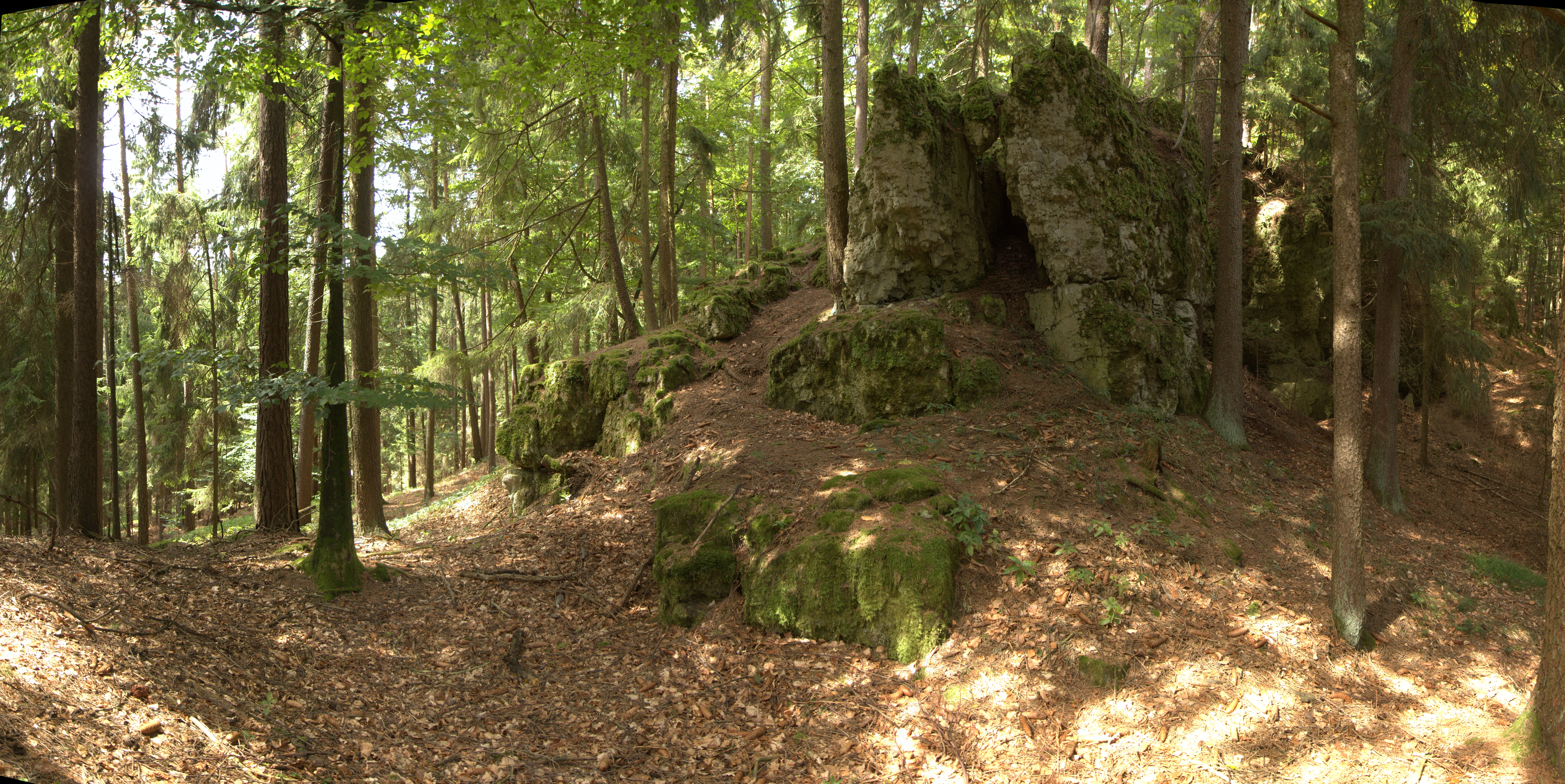
Bild 4: Südostseite des Burgbereiches, im Vordergrund ein stark verflachter Teil des Ringgrabens
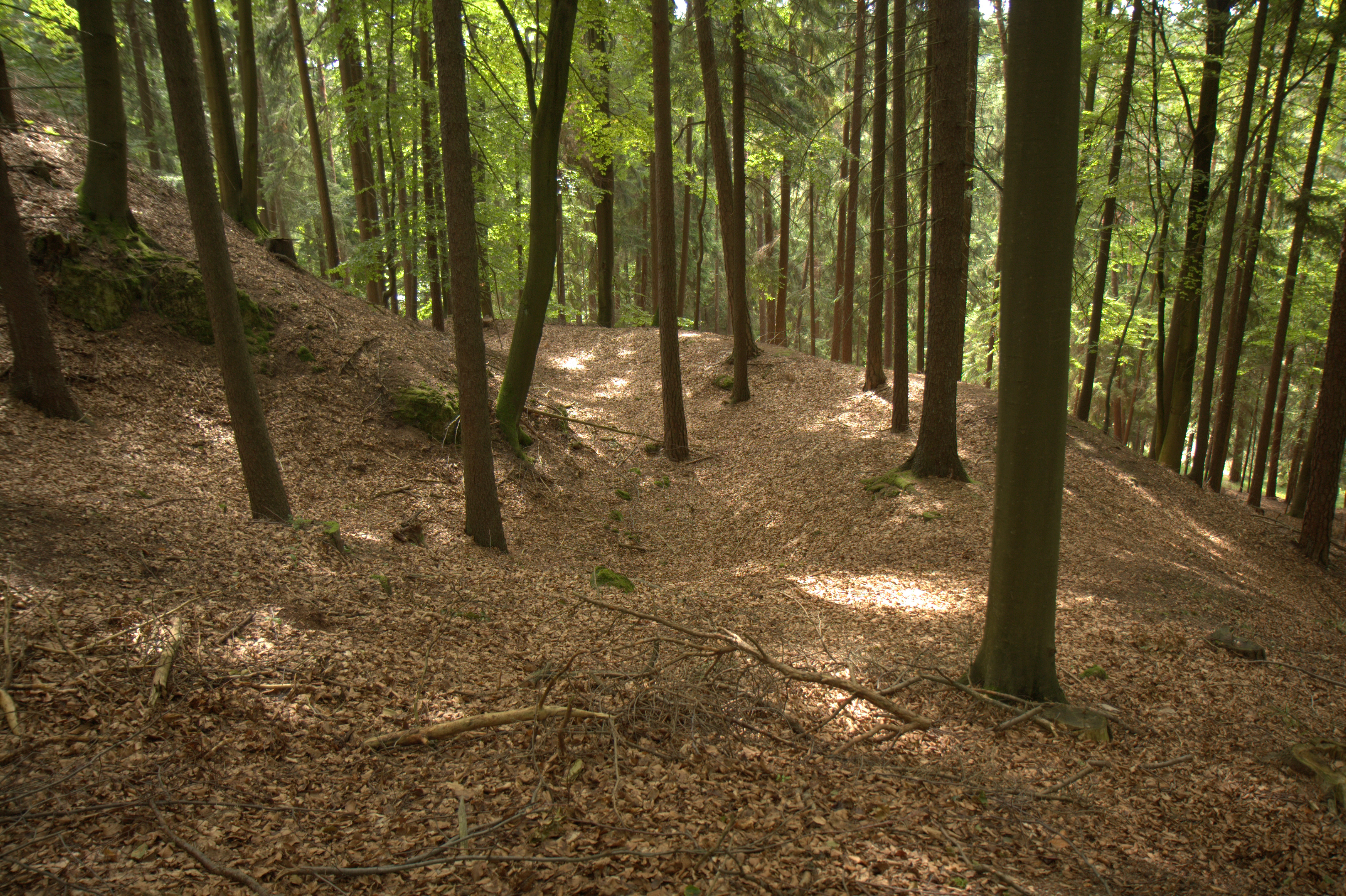
Bild 5: Wallgraben an der Nordwestecke des Burgfelsens
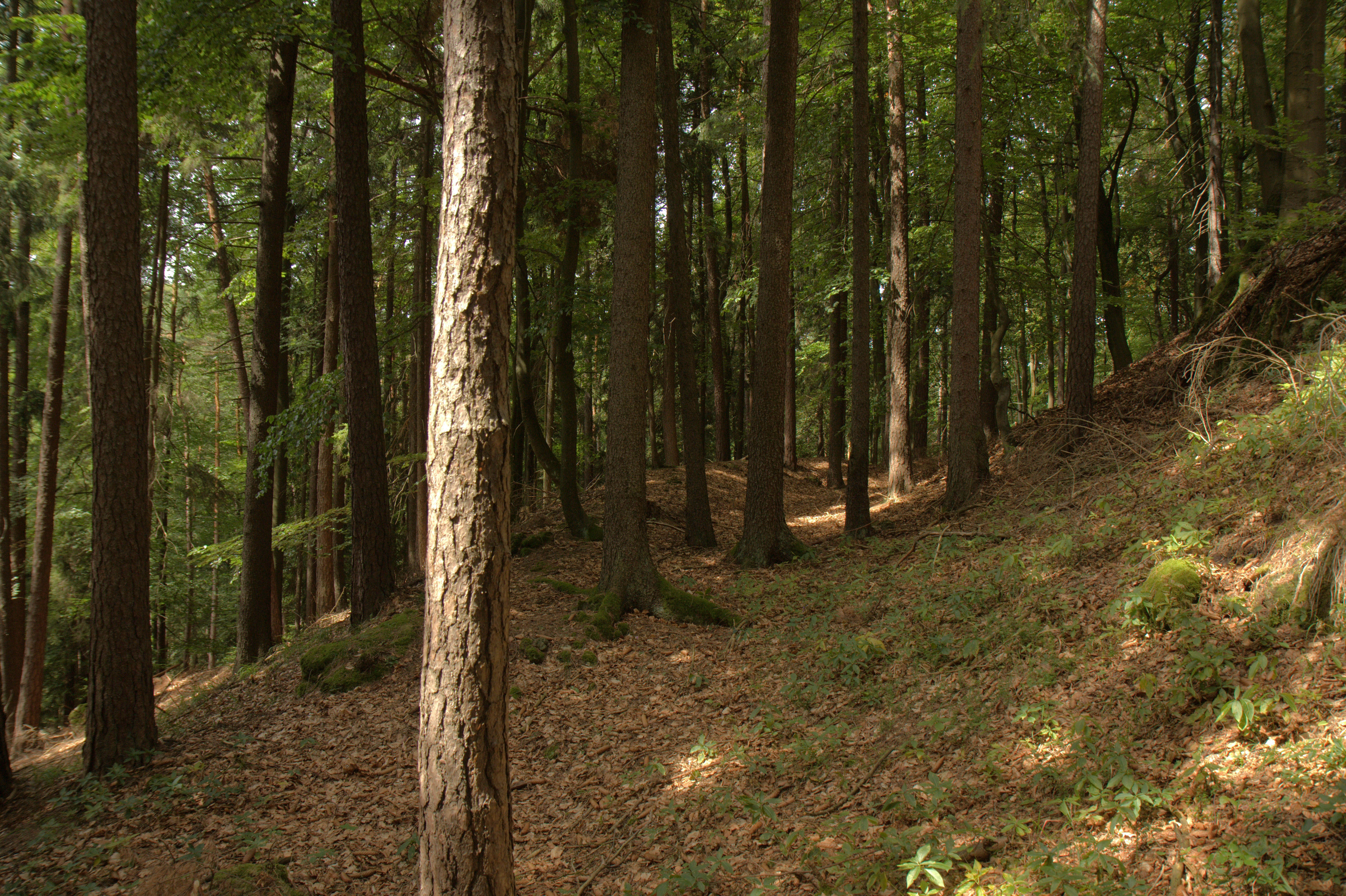
Bild 6: Das Ende des Hanggrabens an der Westseite des Burghügels